# Liste der Synagogen und Bethäuser im Kreis Düren
Die Liste der Synagogen und Bethäuser im Kreis Düren nennt alle (ehemaligen) Synagogen und Bethäuser im Kreis Düren.

## Liste
- Synagoge Aldenhoven
- Synagoge Drove
- Synagoge Düren
- Synagoge Embken
- Synagoge Frenz
- Synagoge Gey
- Synagoge Gürzenich
- Synagoge Jülich
- Synagoge Langerwehe
- Synagoge Langweiler
- Synagoge Linnich
- Synagoge Müddersheim
- Synagoge Müntz
- Synagoge Pier
- Synagoge Rödingen
- Synagoge Tetz
- Synagoge Untermaubach
- Synagoge Vettweiß